# Antonio Juantegui
Antonio Juantegui Eguren (Zumárraga, 4 aprile 1898 – San Sebastián, 13 maggio 1966) è stato un calciatore spagnolo, di ruolo centrocampista.

## Carriera

### Club
Giocò tutta la carriera nel campionato spagnolo.

### Nazionale
Fu convocato per le Olimpiadi del 1924.